# 하플로그룹 I (Y-DNA)

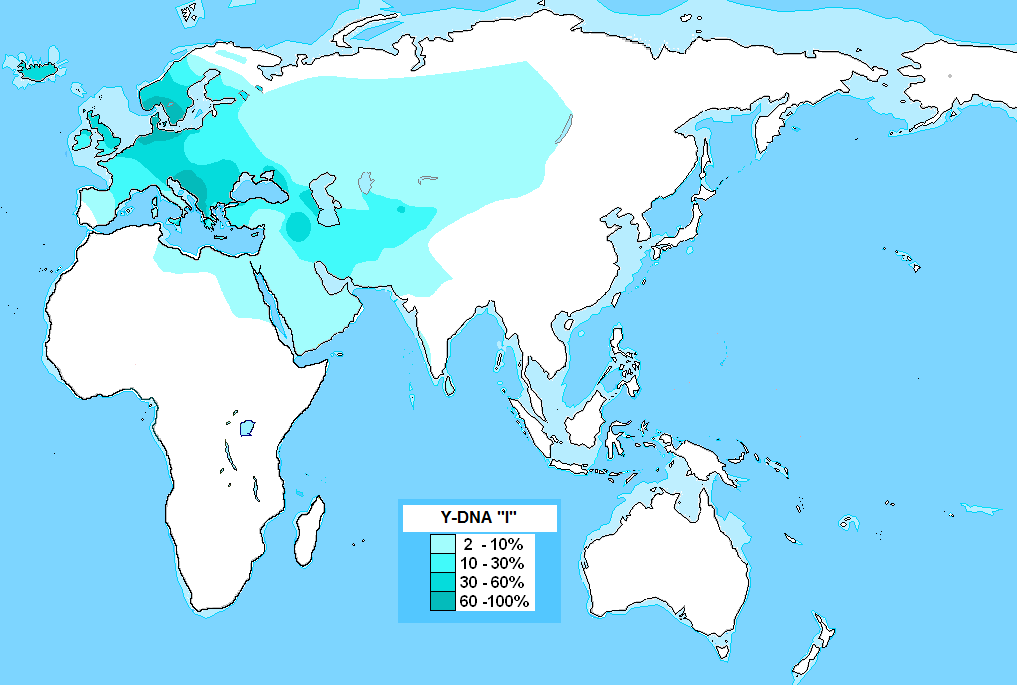
하플로그룹 I의 분포

하플로그룹 I-M170는 인류 Y-염색체 DNA 하플로그룹의 일종으로, 하플로그룹 IJK의 하위 분기인 IJ의 하위 분기이다. 염색체의 L41, M170, M258, P19_1, P19_2, P19_3, P19_4, P19_5, P38, P212, U179의 변이에 의해 정의된다.
하플로그룹 I는 하플로그룹 R과 함께 유럽에서 가장 흔한 하플로그룹들 중 하나이며 서남아시아 등지에서도 발견된다. 그 중에서도 북유럽 및 서남유럽에 있어서 가장 흔한데, 특히 디나르 알프스 지역을 위시한 발칸반도에서 그 비율이 정점에 달한다.
캅카스나 유럽 또는 서남아시아에서 약 42,900년 전에 처음 발생하여, 약 27,500년 전에는 현존하는 하위계통으로의 분기가 일어났을 것으로 추정된다.
또한 유럽 크로마뇽인의 유전자 검사 결과 하플로그룹 I가 검출되어 I가 크로마뇽인과 연관되어 있음이 드러났다.

## 하위 그룹
1차 분기 중 하나인 하플로그룹 I1(M253, M307, P30, P40)은 북유럽에서 가장 흔하게 나타나며 이외에 북부를 위주로 하여 유럽 각지에서 나타난다. 과거 흔히 노르드인(북방인종)으로 불리던 민족계통과 관련이 있다. 신석기시대에는 유럽 중부에 위치해있다가 이후 북유럽으로 올라간 것으로 추정된다.
한편 또다른 1차 분기인 하플로그룹 I2(M438)는 발칸 및 사르데냐에서 흔하게 나타나며 이외에 남유럽 및 슬라브권을 중심으로 유럽 각지에서 나타난다. 과거 흔히 디나르인으로 불리던 민족과 관련이 있다.

## 같이 보기
- 하플로그룹
- 오리냐크 문화
- 원시 인도유럽인
- 그라베트 문화